# Xavier Güell i López
Xavier Güell i López (Tarragona, 1897 – ?, (post. a 1963)), fou un pintor i dibuixant català. Membre de la "Penya Borralleras" de l'Ateneu Barcelonès, col·laborà com a dibuixant en diverses publicacions humorístiques catalanes, com L'Esquella de la Torratxa, o Papitu. És l'autor de les il·lustracions a tota pàgina de l'edició d'una selecció de dinou poemes de Les flors del mal, de Baudelaire, traduïdes per Rossend Llates i publicades el 1926 per la Llibreria Catalònia en edició de bibliòfil i de gran format, amb un estil mot proper al de Beardsley. Es traslladà a Pamplona i, posteriorment, a Madrid, on va fixar la seva residència.

## Exposicions
Participà en l'exposició organitzada per les Galeries Dalmau i membres de l'Ateneíllo de l'Hospitalet de Rafael Barradas, en homenatge al futurista italià Marinetti, amb motiu de la visita d'aquest Barcelona, i que el propi Marinetti inaugurà el 20 de febrer de 1928. L'any 1929, durant l'Exposició Internacional de Barcelona, participà a l'Exposició d'Art Modern Nacional i Estranger de les Galeries Dalmau de Barcelona, organitzada des de París per Joaquim Torres-Garcia, amb un quadre sonor, Asfalt: un parabrisa de cotxe rere el qual es veia una carretera i en el qual, mitjançant un petit artefacte, es podia sentir el soroll del motor i de la botzina del cotxe, el que fa de Güell un dels primers avantguardistes catalans, malgrat que de forma efímera. L'obra fou alhora denostada i celebrada a Catalunya, i fou adquirida per França per a exposar-la internacionalment. També exposà al primer Saló d'Independents, de l'any 1936.

## Cinematografia
Durant uns anys dugué a terme una activa activitat en l'àmbit de la cinematografia. Fou director dels locals de CINAES, dirigí diversos reportatges o curtmetratges de caràcter documental, com Escola de mar (1933). o Nuria, la nieve en Cataluña (1933). Fou el director d'un únic llargmetratge, El paraíso recobrado (1935), amb el subtítol de El Edén de los naturistas, amb actors com Carles Saldaña Alady, José Álvarez Lepe, o Antoñita Arquer, Miss Catalunya 1935; una comèdia amb vocació hedonista, seguint la tendència europea de l'època i aprofitant una certa permissivitat, fins a cert punt, de la censura.